# جوشوا توماس بيل
جوشوا توماس بيل (بالإنجليزية: Joshua Thomas Bell)‏ هو محام بالقضاء العالي وسياسي أسترالي، ولد في 13 مارس 1863 في إبسوتش في أستراليا، وتوفي في 10 مارس 1911 في بريزبان في أستراليا. انتخب Speaker of the Legislative Assembly of Queensland ‏ وانتخب عضو المجلس التشريعي ولاية كوينزلاند.